# عز الدين الشلبي
عز الدين الشلبي ولد في 1941 في نابل وتوفي في 7 يوليو 2005 في نفس المدينة، هو سياسي تونسي.

## السيرة الذاتية
عين عز الدين الشلبي في 18 يونيو 1983 على رأس وزارة السياحة وذلك في حكومة محمد مزالي، وبقي في هذا المنصب حتى 19 يوليو 1986.

بعد مشاركته في الانتخابات البلدية التونسية 1985، أصبح عمدة مدينة نابل بين 12 مايو 1985 و18 مايو 1990.

كان أيضا مدير الجناح الجهوي للاتحاد التونسي للصناعة والتجارة والصناعات التقليدية.

توفي في 7 يوليو 2005 في مسقط رأسه نابل.

## تخليد ذكراه
سمي أحد شوارع حي المرازقة في مدينة نابل باسمه (شارع عز الدين الشلبي)، ويقع في هذا الشارع حي جامعي ومستشفى جامعي.